# Комсомольське рудоуправління
ПрАТ «Комсомольське рудоуправління» — гірничодобувне підприємство, засноване в 1995 році в місті Кальміуське Донецької області України.
ПрАТ «Комсомольське рудоуправління» було найбільшим в Україні виробником вапняку для металургійних підприємств і цукрової промисловості. На його частку виробництва припадало близько 40% флюсових вапняків на Україні.

## Історія
Підприємство засноване 1933 року на базі розвіданого в 1930-1933 роках Каракубського родовища вапняків і 1934 року введено в експлуатацію з метою видобутку і перероблювання флюсових вапняків. Даний матеріал використовують для конвертерного і феросплавного виробництва сталі, доменного виробництва чавуну і для ливарних цехів, для і цукрової промисловості; вапняк технологічний — для виробництва будівельного вапна, карбіду, в хімічній промисловості — для отримання соди. Щебінь застосовується в дорожньому будівництві. Саме Каракубське родовище розташоване в зоні зчленування Донецького кам'яновугільного басейну і Приазовського кристалічного масиву. Має пластоподібні поклади карбонатних порід нижнього карбону. На родовищі виокремлювали 6 ділянок флюсових вапняків, які разом із підстилаючими породами утворюють пологі синклінальні й антиклінальні складки, розбиті розломами. Спочатку було організовано три кар'єри, дві дробильно-збагачувальні фабрики, ремонтно-механічний та інші цехи. На 1984 рік балансові запаси вапняків оцінювалися в 402,7 млн тонн.
У 1995 році підприємство перезасновано як ПрАТ «Комсомольське гірничорудне підприємство». У 2011 році підприємство увійшло до складу Залізорудного дивізіону Групи Метінвест як ПрАТ «Комсомольське рудоуправління». До 2014 року «Комсомольське рудоуправління» було великим промисловим центром, який забезпечував флюсовим вапняком металургійну, хімічну, харчову промисловість, будівельні підприємства і сільське господарство України та країн ближнього закордоння. До складу управління входили понад 100 підприємств.
Початок російсько-української війни та окупація міста призвели до того, що Група Метінвест 15 березня 2017 року втратила контроль над активами й майном Комсомольського рудоуправління через проникнення до адміністративних будівель представників терористичної організації «ЛНР».